# 전주덕일초등학교
전주덕일초등학교는 대한민국 전북특별자치도 전주시 덕진구 덕진동2가에 있는 초등학교다.

## 학교 연혁
- 1984년 12월 1일 전주덕일국민학교 개교(986명)
- 1987년 3월 1일 호성분교장 통합운영
- 1996년 3월 1일 현재 교명으로 개칭
- 1998년 2월 28일 호성분교 본교로 통폐합
- 2015년 3월 1일 원도심활성화사업 운영학교 지정
- 2016년 9월 1일 제11대 김진복 교장선생님 부임
- 2019년 12월 31일 제34회 졸업 (62명, 총 7,271명)
- 2020년 3월 1일 18학급 편성(일반 15, 특수 1, 유치원 2)

## 학교 상징
- 우리 학교 꽃 - 장미 : 정열을 간직하고 예쁘고 아름답게 우리의 꿈을 간직하기를 기원함
- 우리 학교 나무 - 소나무 : 푸른 꿈을 즐겁게 가꾸며 전주덕일의 변함없는 전통을 이어가기를 기원함
- 우리 학교 새 - 비둘기 : 비둘기는 평화를 상징함

## 참고 자료
- 전주덕일초등학교 - 한국교육학술정보원 학교알리미